# Песчаное (Саратовская область)
Песчаное — село в Ровенском районе Саратовской области России, в составе Кривоярского муниципального образования.
Основано как немецкая колония Мариенбург в 1855 году
Население — 33 (2010)

## Название
Название произвольное. По утверждению Якоба Дитца, название «Мариенберг» — «Гора Марии» стоит «в совершенном противоречии с истиной, ибо во всём Заволжье Новоузенского уезда нельзя найти не только горы, но и возвышенности». Также было известно как Песчаное, Крестовский, Бизюк

## История
Дочерняя колония. Основана в 1855 году выходцами из разных колоний Каменского округа — Памятной (Ротгаммель), Верховье (Зеевальд), Елшанки (Гусарен), Каменки, Семёновки, Грязноватки (Шукк), Каменного Оврага (Деготт). До 1917 года колония относилась к Бизюкской волости Новоузенского уезда Самарской губернии. Первоначально село относилось к католическому приходу Мариенберг-Штреккерау, с 1903 года — Мариенберг.
В 1876-78 годах наблюдалась эмиграция в Америку: всего выехало 79 человек.
По сведениям Самарского Губернского Статистического Комитета за 1910 год в селе Мариенберг считалось 469 дворов с числом жителей 1636 мужского пола, 1593 — женского, всего 3229 душ обоего пола поселян-собственников, немцев католиков. Количество надельной земли удобной показано 9503 десятины, неудобной — 2146 десятин. Село имело римско-католическую церковь (с 1877 года), школу, 3 ветряных мельницы.
После образования трудовой коммуны (автономной области) немцев Поволжья и до ликвидации АССР немцев Поволжья в 1941 году, село Мариенберг — административный центр Мариенбергского сельского совета Зельманского кантона.
В голод 1921 года в селе родилось 161, умерли 473 человек. В 1922 году некоторые жители бежали от голода в Германию. В 1926 году в селе имелись сельсовет, кооперативная лавка, сельскохозяйственное кредитное товарищество, начальная школа, библиотека. В годы коллективизации организованы колхозы имени Розы Люксембург и имени Ворошилова. В 1927 году постановлением ВЦИК «Об изменениях в административном делении Автономной С. С. Р. Немцев Поволжья и о присвоении немецким селениям прежних наименований, существовавших до 1914 года» селу Бизюк Зельманского кантона присвоено название Мариенберг.
28 августа 1941 года был издан Указ Президиума ВС СССР о переселении немцев, проживающих в районах Поволжья. Немецкое население депортировано в Сибирь и Казахстан, село, как и другие населённые пункты Зельманского кантона, было включено в состав Саратовской области.

## Физико-географическая характеристика
Село находится в Низком Заволжье, относящемся к Восточно-Европейской равнине, на правом берегу реки Бизюк. В окрестностях села имеется несколько прудов. Рельеф местности равнинно-холмистый. Высота центра населённого пункта — 55 метров над уровнем моря. Почвы каштановые. Почвообразующие породы супесчаные и песчаные.
По автомобильным дорогам расстояние до административного центра сельского поселения села Кривояр — 14 км, до районного центра посёлка Ровное составляет 29 км, до областного центра города Саратова — 130 км.

## Население
| 1859  | 1883  | 1889  | 1897  | 1905  | 1910  | 1920  |
| ----- | ----- | ----- | ----- | ----- | ----- | ----- |
| 403   | ↗1623 | ↗1908 | ↗2385 | ↗3187 | ↗3229 | ↘2659 |
| 1922  | 1926  | 1931  | 2010  |       |       |       |
| ↘1340 | ↗1891 | ↗2084 | ↘33   |       |       |       |